# 加利福尼亞州第四國會選區
加利福尼亞州第四國會選區（英語：California's 4th congressional district）覆蓋加州東北部地區，當中包括埃尔多拉多县、普莱瑟县、內華達縣、普卢默斯县、謝拉縣、莫多克縣和拉森县的全部和布尤特縣和沙加緬度郡的一部。
該區現任聯邦眾議員為民主黨籍的麥克·湯普森。

## 選區議員列表
| 代表 (駐地)                           | 政黨               | 國會                           | 年                                                                    | 選舉歷史 | 區域位置 |
| ------------------------------------- | ------------------ | ------------------------------ | --------------------------------------------------------------------- | --- | --- |
| 選區成立於1875年3月4日                |                    |                                |                                                                       | | |
| 謝爾曼·奧蒂斯·霍頓 (聖何西)           | 共和黨             | 1873年3月4日 – 1875年3月3日    | 第43屆                                                                | 自第1國會選區重劃而成並於 1872年當選連任。 競選連任失利。 | 弗雷斯諾縣、因約縣、克恩縣、 洛杉磯縣、馬里波薩縣、默塞德縣、 莫諾縣、蒙特利縣、聖貝納迪諾縣、 聖地牙哥縣、聖路易斯-奧比斯波縣、 聖馬刁縣、聖巴巴拉縣、 聖克拉拉縣、聖克魯斯縣、 史丹尼斯勞斯縣、 圖萊里縣和文圖拉縣 |
| 彼得·D·威金頓 (默塞德)                | 民主黨             | 1875年3月4日 – 1877年3月3日    | 第44屆                                                                | 1875年當選。 退休。 | 弗雷斯諾縣、因約縣、克恩縣、 洛杉磯縣、馬里波薩縣、默塞德縣、 莫諾縣、蒙特利縣、聖貝納迪諾縣、 聖地牙哥縣、聖路易斯-奧比斯波縣、 聖馬刁縣、聖巴巴拉縣、 聖克拉拉縣、聖克魯斯縣、 史丹尼斯勞斯縣、 圖萊里縣和文圖拉縣 |
| 羅穆阿爾多·帕切科 (聖路易斯·奧比斯波) | 共和黨             | 1877年3月4日 – 1878年2月7日    | 第45屆                                                                | 敗於有爭議的選舉。 | 弗雷斯諾縣、因約縣、克恩縣、 洛杉磯縣、馬里波薩縣、默塞德縣、 莫諾縣、蒙特利縣、聖貝納迪諾縣、 聖地牙哥縣、聖路易斯-奧比斯波縣、 聖馬刁縣、聖巴巴拉縣、 聖克拉拉縣、聖克魯斯縣、 史丹尼斯勞斯縣、 圖萊里縣和文圖拉縣 |
| 彼得·D·威金頓 (默塞德)                | 民主黨             | 1878年2月7日 – 1879年3月3日    | 第45屆                                                                | 贏得競爭性選舉。 退休。 | 弗雷斯諾縣、因約縣、克恩縣、 洛杉磯縣、馬里波薩縣、默塞德縣、 莫諾縣、蒙特利縣、聖貝納迪諾縣、 聖地牙哥縣、聖路易斯-奧比斯波縣、 聖馬刁縣、聖巴巴拉縣、 聖克拉拉縣、聖克魯斯縣、 史丹尼斯勞斯縣、 圖萊里縣和文圖拉縣 |
| 羅穆阿爾多·帕切科 (聖路易斯·奧比斯波) | 共和黨             | 1879年3月4日 – 1883年3月3日    | 第46屆 第47屆                                                         | 1878年當選。 1880年當選連任。 退休。 | 弗雷斯諾縣、因約縣、克恩縣、 洛杉磯縣、馬里波薩縣、默塞德縣、 莫諾縣、蒙特利縣、聖貝納迪諾縣、 聖地牙哥縣、聖路易斯-奧比斯波縣、 聖馬刁縣、聖巴巴拉縣、 聖克拉拉縣、聖克魯斯縣、 史丹尼斯勞斯縣、 圖萊里縣和文圖拉縣 |
| 普萊森特·B·塔利 (三藩市)              | 民主黨             | 1883年3月4日 – 1885年3月3日    | 第48屆                                                                | 1882年當選。 退休。 | 三藩市 |
| 威廉·W·莫羅 (三藩市)                  | 共和黨             | 1885年3月4日 – 1891年3月3日    | 第49屆 第50屆 第51屆                                                  | 1884年當選。 1886年當選連任。 1888年當選連任。 退休。 | 三藩市 |
| 約翰·T·卡廷 (三藩市)                  | 共和黨             | 1891年3月4日 – 1893年3月3日    | 第52屆                                                                | 189p年當選。 退休。 | 三藩市 |
| 詹姆斯·G·馬奎爾 (三藩市)              | 民主黨             | 1893年3月4日 – 1899年3月3日    | 第53屆 第54屆 第55屆                                                  | 1892年當選。 1894年當選連任。 1896年當選連任。 競選連任失利。 | 三藩市 |
| 朱利葉斯·卡恩 (三藩市)                | 共和黨             | 1899年3月4日 – 1903年3月3日    | 第56屆 第57屆                                                         | 1898年當選。 1900年當選連任。 競選連任失利。 | 三藩市 |
| 愛德華·J·利弗納什 (三藩市))}}         | 民主黨/ 聯合勞工黨 | 1903年3月4日 – 1905年3月3日    | 第58屆                                                                | 1902年當選。 競選連任失利。 | 三藩市 |
| 朱利葉斯·卡恩 (三藩市)                | 共和黨             | 1905年3月4日 – 1924年12月18日  | 第59屆 第60屆 第61屆 第62屆 第63屆 第64屆 第65屆 第66屆 第67屆 第68屆 | 1904年當選。 1906年當選連任。 1908年當選連任。 1910年當選連任。 1912年當選連任。 1914年當選連任。 1916年當選連任。 1918年當選連任。 1920年當選連任。 1922年當選連任。 1924年當選連任。 去世。 | 三藩市 |
| 空缺                                  | 空缺               | 1924年12月18日 – 1925年2月17日 | 第68屆                                                                | | 三藩市 |
| 佛羅倫斯·普拉格·卡恩 (三藩市)         | 共和黨             | 1925年2月17日 – 1937年1月3日   | 第68屆 第69屆 第70屆 第71屆 第72屆 第73屆 第74屆                      | 當選完成丈夫的任期。 1926年當選連任。 1928年當選連任。 1930年當選連任。 1932年當選連任。 1934年當選連任。 競選連任失利。                                                                      | 三藩市 |
| 弗蘭克·R·哈文納 (三藩市)              | 進步黨             | 1937年1月3日 – 1939年1月3日    | 第75屆 第76屆                                                         | 1936年當選。 1938年當選連任。 競選連任失利。 | 三藩市 |
| 弗蘭克·R·哈文納 (三藩市)              | 民主黨             | 1939年1月3日 – 1941年1月3日    | 第75屆 第76屆                                                         | 1936年當選。 1938年當選連任。 競選連任失利。 | 三藩市 |
| 托馬斯·羅爾夫 (三藩市)                | 共和黨             | 1941年1月3日 – 1945年1月3日    | 第77屆 第78屆                                                         | 1940年當選。 1942年當選連任。 競選連任失利。 | 三藩市 |
| 弗蘭克·R·哈文納 (三藩市)              | 民主黨             | 1945年1月3日 – 1953年1月3日    | 第79屆 第80屆 第81屆 第82屆                                           | 1944年當選。 1946年當選連任。 1948年當選連任。 1950年當選連任。 競選連任失利。 | 三藩市 |
| 威廉·S·梅利亞德 (三藩市)              | 共和黨             | 1953年1月3日 – 1963年1月3日    | 第83屆 第84屆 第85屆 第86屆 第87屆                                    | 1952年當選。 1954年當選連任。 1956年當選連任。 1958年當選連任。 1960年當選連任。 重劃至第6國會選區。                                                                                          | 三藩市 |
| 羅伯特·萊格特 (瓦列霍)                | 民主黨             | 1963年1月3日 – 1979年1月3日    | 第88屆 第89屆 第90屆 第91屆 第92屆 第93屆 第94屆 第95屆               | 1962年當選。 1964年當選連任。 1966年當選連任。 1968年當選連任。 1970年當選連任。 1973年當選連任。 1974年當選連任。 1976年當選連任。 退休。                                                    | 1963–1967 科盧薩縣、格倫縣、萊克縣、索拉諾縣、 薩特縣、約洛縣和尤巴縣 |
| 羅伯特·萊格特 (瓦列霍)                | 民主黨             | 1963年1月3日 – 1979年1月3日    | 第88屆 第89屆 第90屆 第91屆 第92屆 第93屆 第94屆 第95屆               | 1962年當選。 1964年當選連任。 1966年當選連任。 1968年當選連任。 1970年當選連任。 1973年當選連任。 1974年當選連任。 1976年當選連任。 退休。                                                    | 1967–1973 科盧薩縣、格倫縣、萊克縣、 薩克拉門託縣 (市外)、索拉諾縣、 薩特縣、約洛縣和尤巴縣 |
| 羅伯特·萊格特 (瓦列霍)                | 民主黨             | 1963年1月3日 – 1979年1月3日    | 第88屆 第89屆 第90屆 第91屆 第92屆 第93屆 第94屆 第95屆               | 1962年當選。 1964年當選連任。 1966年當選連任。 1968年當選連任。 1970年當選連任。 1973年當選連任。 1974年當選連任。 1976年當選連任。 退休。                                                    | 1973–1975 科盧薩縣、格倫縣、索拉諾縣、 薩克拉門託縣西南部、薩特縣、 約洛縣和尤巴縣 |
| 羅伯特·萊格特 (瓦列霍)                | 民主黨             | 1963年1月3日 – 1979年1月3日    | 第88屆 第89屆 第90屆 第91屆 第92屆 第93屆 第94屆 第95屆               | 1962年當選。 1964年當選連任。 1966年當選連任。 1968年當選連任。 1970年當選連任。 1973年當選連任。 1974年當選連任。 1976年當選連任。 退休。                                                    | 1975–1983 科盧薩縣、薩克拉門託縣西部、索拉諾縣、 薩特縣、約洛縣和尤巴縣 |
| 維克·法齊奧 (西薩克拉門托)            | 民主黨             | 1979年1月3日 – 1993年1月3日    | 第96屆 第97屆 第98屆 第99屆 第100屆 第101屆 第102屆                   | 1978年當選。 1980年當選連任。 1982年當選連任。 1984年當選連任。 1986年當選連任。 1988年當選連任。 1990年當選連任。 重劃至第3國會選區。                                                        | |
| 維克·法齊奧 (西薩克拉門托)            | 民主黨             | 1979年1月3日 – 1993年1月3日    | 第96屆 第97屆 第98屆 第99屆 第100屆 第101屆 第102屆                   | 1978年當選。 1980年當選連任。 1982年當選連任。 1984年當選連任。 1986年當選連任。 1988年當選連任。 1990年當選連任。 重劃至第3國會選區。                                                        | 1983–1993 薩克拉門託縣 (市外)、索拉諾縣和約洛縣 |
| 約翰·杜立特 (羅斯維爾)                | 共和黨             | 1993年1月3日 – 2009年1月3日    | 第103屆 第104屆 第105屆 第106屆 第107屆 第108屆 第109屆 第110屆       | 自第14國會選區重劃而成並於 1992年當選連任。 1994年當選連任。 1996年當選連任。 1998年當選連任。 2000年當選連任。 2003年當選連任。 2004年當選連任。 2006年當選連任。 退休                       | 1993–2003 阿爾派恩縣、阿馬多爾縣、 卡拉韋拉斯縣、埃爾多拉多縣、 莫諾縣、普萊瑟縣、 薩克拉門託縣東北部和圖奧勒米縣 |
| 約翰·杜立特 (羅斯維爾)                | 共和黨             | 1993年1月3日 – 2009年1月3日    | 第103屆 第104屆 第105屆 第106屆 第107屆 第108屆 第109屆 第110屆       | 自第14國會選區重劃而成並於 1992年當選連任。 1994年當選連任。 1996年當選連任。 1998年當選連任。 2000年當選連任。 2003年當選連任。 2004年當選連任。 2006年當選連任。 退休                       | 2003–2013 比尤特縣東部、埃爾多拉多縣、拉森縣、 莫多克縣、內華達縣、普萊瑟縣、 普盧默斯縣、薩克拉門託縣 (奧蘭治維爾) 和謝拉縣                                                                                         |
| 湯姆·麥克林托克 (埃爾克格羅夫)        | 共和黨             | 2009年1月3日 – 2023年1月3日    | 第111屆 第112屆 第113屆 第114屆 第115屆 第116屆 第117屆               | 2008年當選。 2010年當選連任。 2012年當選連任。 2014年當選連任。 2016年當選連任。 2018年當選連任。 2020年當選連任。 重劃至第3國會選區。                                                        | |
| 湯姆·麥克林托克 (埃爾克格羅夫)        | 共和黨             | 2009年1月3日 – 2023年1月3日    | 第111屆 第112屆 第113屆 第114屆 第115屆 第116屆 第117屆               | 2008年當選。 2010年當選連任。 2012年當選連任。 2014年當選連任。 2016年當選連任。 2018年當選連任。 2020年當選連任。 重劃至第3國會選區。                                                        | 2013–2023 加州中東部， 包括太浩湖、羅斯維爾和 約塞米蒂國家公園 |
| 麥克·湯普森 (聖赫勒拿島)              | 民主黨             | 2023年1月3日 – 現在            | 第118屆 第119屆                                                       | 自第14國會選區重劃而成並於 2022年當選連任。 2024年當選連任。 | 2023–現在 萊克縣和納帕縣； 約洛縣大部分地區； 索拉諾縣和索諾瑪縣部分地區 |

## 選舉結果

### 2022
| 党派 | 党派               | 候选人             | 得票数  | 百分比 |
| ---- | ------------------ | ------------------ | ------- | ------ |
|      | 民主党             | 麥克·湯普森 (時任) | 176,900 | 67.8   |
|      | 共和党             | 馬特·布洛克        | 84,007  | 32.2   |
| 合计 | 合计               | 合计               | 260,907 | 100    |
|      | 民主党保持既有席位 |                    |         |        |

### 2024
| 党派 | 党派               | 候选人             | 得票数  | 百分比 |
| ---- | ------------------ | ------------------ | ------- | ------ |
|      | 民主党             | 麥克·湯普森 (時任) | 227,730 | 66.5   |
|      | 共和党             | 約翰·穆恩          | 114,950 | 33.5   |
| 合计 | 合计               | 合计               | 342,680 | 100    |
|      | 民主党保持既有席位 |                    |         |        |

？